# Scherma ai Giochi della XI Olimpiade - Spada a squadre maschile
La competizione della spada a squadre maschile  di scherma ai Giochi della XI Olimpiade si tenne nei giorni 7 e 8 agosto 1936 presso lo Haus des Deutschen Sports a Berlino.

## Risultati

### 1º Turno
Si è disputato il 7 di agosto. Sette gruppi, le prime due squadre classificate accedevano ai quarti di finale.

#### Gruppo 1
Classifica
| Pos. | Nazione    | Vittorie | VI | SI | Incontri           | Incontri              | Incontri            | Incontri |
| Pos. | Nazione    | Vittorie | VI | SI | Polonia (bandiera) | Portogallo (bandiera) | Svizzera (bandiera) |          |
| ---- | ---------- | -------- | -- | -- | ------------------ | --------------------- | ------------------- | -------- |
| 1    | Polonia    | 1        | 17 | 15 | X                  | 9-7                   | 8-8                 |          |
| 2    | Portogallo | 1        | 16 | 16 | 7-9                | X                     | 9-7                 |          |
| 3    | Svizzera   | 1        | 15 | 17 | 8-8                | 7-9                   | X                   |          |

Incontri
| Atleti (Vittorie individuali)                                                      | Nazione               | VT     | VT     | Nazione               | Atleti (Vittorie individuali)                                                       |
| ---------------------------------------------------------------------------------- | --------------------- | ------ | ------ | --------------------- | ----------------------------------------------------------------------------------- |
| Alfred Staszewicz (0), Teodor Zaczyk (4) Rajmund Karwicki (3), Roman Kantor (2)    | Polonia (bandiera)    | 9      | 7      | Portogallo (bandiera) | Henrique da Silveira (2), Gustavo Carinhas (1) João Sassetti (3), Paulo Leal (1)    |
| Jean Hauert (0), Édouard Fitting (3) Frédéric Fitting (4), Paul de Graffenried (1) | Svizzera (bandiera)   | 8 (35) | 8 (32) | Polonia (bandiera)    | Teodor Zaczyk (2), Kazimierz Szempliński (2) Antoni Franz (2), Rajmund Karwicki (2) |
| Henrique da Silveira (4), Paulo Leal (1) António de Menezes (1), João Sassetti (3) | Portogallo (bandiera) | 9      | 7      | Svizzera (bandiera)   | Charles Hauert (2), Édouard Fitting (1) Frédéric Fitting (2), Edmond Göldlin (2)    |

#### Gruppo 2
Classifica
| Pos. | Nazione     | Vittorie | VI | SI | Incontri               | Incontri               | Incontri             | Incontri |
| Pos. | Nazione     | Vittorie | VI | SI | Stati Uniti (bandiera) | Paesi Bassi (bandiera) | Danimarca (bandiera) |          |
| ---- | ----------- | -------- | -- | -- | ---------------------- | ---------------------- | -------------------- | -------- |
| 1    | Stati Uniti | 1        | 9  | 3  | X                      | ND                     | 9-3                  |          |
| 2    | Paesi Bassi | 1        | 8  | 6  | ND                     | X                      | 8-6                  |          |
| 3    | Danimarca   | 0        | 9  | 17 | 3-9                    | 6-8                    | X                    |          |

Incontri
| Atleti (Vittorie individuali)                                                      | Nazione                | VT | VT | Nazione              | Atleti (Vittorie individuali)                                                                |
| ---------------------------------------------------------------------------------- | ---------------------- | -- | -- | -------------------- | -------------------------------------------------------------------------------------------- |
| Nicolaas van Hoorn (1), Jan Schepers (2) Willem Driebergen (3), Cornelis Weber (2) | Paesi Bassi (bandiera) | 8  | 6  | Danimarca (bandiera) | Erik Hammer Sørensen (1), Caspar Schrøder (2) Aage Leidersdorff (2), Preben Christiansen (1) |
| Frank Righeimer (3), Thomas Sands (3) Tracy Jaeckel (1), Gustave Heiss (2)         | Stati Uniti (bandiera) | 9  | 3  | Danimarca (bandiera) | Erik Hammer Sørensen (1), Caspar Schrøder (0) Aage Leidersdorff (1), Preben Christiansen (1) |

#### Gruppo 3
Classifica
| Pos. | Nazione       | Vittorie | VI | SI | Incontri                 | Incontri           | Incontri        | Incontri |
| Pos. | Nazione       | Vittorie | VI | SI | Gran Bretagna (bandiera) | Francia (bandiera) | Cile (bandiera) |          |
| ---- | ------------- | -------- | -- | -- | ------------------------ | ------------------ | --------------- | -------- |
| 1    | Gran Bretagna | 1        | 12 | 2  | X                        | ND                 | 12-2            |          |
| 2    | Francia       | 1        | 8  | 0  | ND                       | X                  | 8-0             |          |
| 3    | Cile          | 0        | 2  | 20 | 2-12                     | 0-8                | X               |          |

Incontri
| Atleti (Vittorie individuali)                                                             | Nazione                  | VT | VT | Nazione         | Atleti (Vittorie individuali)                                             |
| ----------------------------------------------------------------------------------------- | ------------------------ | -- | -- | --------------- | ------------------------------------------------------------------------- |
| Charles Louis de Beaumont (4), Douglas Dexter (2) John Pelling (2), Ian Campbell-Gray (4) | Gran Bretagna (bandiera) | 12 | 2  | Cile (bandiera) | Ricardo Romero (0), César Barros (0) Tomás Barraza (1), Julio Moreno (1)  |
| Henri Dulieux (2), Philippe Cattiau (2) Georges Buchard (3), Paul Wormser (1)             | Francia (bandiera)       | 8  | 0  | Cile (bandiera) | Julio Moreno (0), Tomás Barraza (0) Tomás Goyoaga (0), Ricardo Romero (0) |

#### Gruppo 4
Classifica
| Pos. | Nazione | Vittorie | VI | SI | Incontri          | Incontri          | Incontri           | Incontri |
| Pos. | Nazione | Vittorie | VI | SI | Svezia (bandiera) | Egitto (bandiera) | Austria (bandiera) |          |
| ---- | ------- | -------- | -- | -- | ----------------- | ----------------- | ------------------ | -------- |
| 1    | Svezia  | 1        | 9  | 1  | X                 | ND                | 9-1                |          |
| 2    | Egitto  | 1        | 9  | 7  | ND                | X                 | 9-7                |          |
| 3    | Austria | 0        | 8  | 18 | 1-9               | 7-9               | X                  |          |

Incontri
| Atleti (Vittorie individuali)                                                 | Nazione           | VT | VT | Nazione            | Atleti (Vittorie individuali)                                                  |
| ----------------------------------------------------------------------------- | ----------------- | -- | -- | ------------------ | ------------------------------------------------------------------------------ |
| Mahmoud Abdin (3), Marcel Boulad (2) Mauris Shamil (1), Hassan Tawfik (3)     | Egitto (bandiera) | 9  | 7  | Austria (bandiera) | Karl Hanisch (1), Hans Schönbaumsfeld (3) Roman Fischer (3), Hugo Weczerek (0) |
| Hans Drakenberg (3), Hans Granfelt (3) Gustaf Dyrssen (2), Gustav Almgren (1) | Svezia (bandiera) | 9  | 1  | Austria (bandiera) | Hans Schönbaumsfeld (0), Karl Hanisch (0) Rudolf Weber (0), Roman Fischer (1)  |

#### Gruppo 5
Classifica
| Pos. | Nazione   | Vittorie | VI | SI | Incontri             | Incontri          | Incontri          | Incontri |
| Pos. | Nazione   | Vittorie | VI | SI | Argentina (bandiera) | Belgio (bandiera) | Grecia (bandiera) |          |
| ---- | --------- | -------- | -- | -- | -------------------- | ----------------- | ----------------- | -------- |
| 1    | Argentina | 1        | 11 | 1  | X                    | ND                | 11-1              |          |
| 2    | Belgio    | 1        | 8  | 2  | ND                   | X                 | 8-2               |          |
| 3    | Grecia    | 0        | 3  | 19 | 1-11                 | 2-8               | X                 |          |

Incontri
| Atleti (Vittorie individuali)                                                    | Nazione              | VT | VT | Nazione           | Atleti (Vittorie individuali)                                                                         |
| -------------------------------------------------------------------------------- | -------------------- | -- | -- | ----------------- | --- |
| Héctor Lucchetti (2), Raúl Saucedo (4) Luis Lucchetti (2), Antonio Villamil (3)  | Argentina (bandiera) | 11 | 1  | Grecia (bandiera) | Khristos Zalokostas (0), Konstantinos Botasis (1) Tryfon Triantafyllakos (0), Konstantinos Bembis (0) |
| Raymond Stasse (3), Robert T'Sas (1) Charles Debeur (2), Hervé de Bergendael (2) | Belgio (bandiera)    | 8  | 2  | Grecia (bandiera) | Khristos Zalokostas (0), Konstantinos Botasis (2) Tryfon Triantafyllakos (0), Konstantinos Bembis (0) |

#### Gruppo 6
Classifica
| Pos. | Nazione        | Vittorie | VI | SI | Incontri          | Incontri                  | Incontri            | Incontri |
| Pos. | Nazione        | Vittorie | VI | SI | Italia (bandiera) | Cecoslovacchia (bandiera) | Ungheria (bandiera) |          |
| ---- | -------------- | -------- | -- | -- | ----------------- | ------------------------- | ------------------- | -------- |
| 1    | Italia         | 1        | 8  | 2  | X                 | ND                        | 8-2                 |          |
| 2    | Cecoslovacchia | 1        | 8  | 7  | ND                | X                         | 8-7                 |          |
| 3    | Ungheria       | 0        | 9  | 16 | 2-8               | 7-8                       | X                   |          |

Incontri
| Atleti (Vittorie individuali)                                                                  | Nazione                   | VT | VT | Nazione             | Atleti (Vittorie individuali)                                                |
| ---------------------------------------------------------------------------------------------- | ------------------------- | -- | -- | ------------------- | ---------------------------------------------------------------------------- |
| Robert Bergmann (3), František Vohryzek (1) Bohuslav Kirchmann (1), Josef Kunt (3)             | Cecoslovacchia (bandiera) | 8  | 7  | Ungheria (bandiera) | Jenő Borovszki (1), Tibor Székelyhidy (2) Béla Bay (2), Pál Dunay (2)        |
| Alfredo Pezzana (2), Edoardo Mangiarotti (2) Saverio Ragno (2), Giancarlo Cornaggia-Medici (2) | Italia (bandiera)         | 8  | 2  | Ungheria (bandiera) | István Bezegh-Huszágh (0), Tibor Székelyhidy (0) Béla Bay (0), Pál Dunay (2) |

#### Gruppo 7
Classifica
| Pos. | Nazione  | Vittorie | VI | SI | Incontri            | Incontri          | Incontri           | Incontri |
| Pos. | Nazione  | Vittorie | VI | SI | Germania (bandiera) | Canada (bandiera) | Brasile (bandiera) |          |
| ---- | -------- | -------- | -- | -- | ------------------- | ----------------- | ------------------ | -------- |
| 1    | Germania | 2        | 20 | 11 | X                   | 11-5              | 9-6                |          |
| 2    | Canada   | 1        | 13 | 18 | 5-11                | X                 | 8-7                |          |
| 3    | Brasile  | 0        | 13 | 17 | 6-9                 | 7-8               | X                  |          |

Incontri
| Atleti (Vittorie individuali)                                                   | Nazione             | VT | VT | Nazione            | Atleti (Vittorie individuali)                                                          |
| ------------------------------------------------------------------------------- | ------------------- | -- | -- | ------------------ | -------------------------------------------------------------------------------------- |
| Siegfried Lerdon (2), Eugen Geiwitz (2) Ernst Röthig (4), Otto Schröder (3)     | Germania (bandiera) | 11 | 5  | Canada (bandiera)  | Frank Donald Collinge (3), Ernest Dalton (1) Charles Otis (0), George Tully (1)        |
| Charles Otis (1), George Tully (2) Ernest Dalton (3), Frank Donald Collinge (2) | Canada (bandiera)   | 8  | 7  | Brasile (bandiera) | Moacyr Dunham (0), Ricardo Vagnotti (1) Henrique de Aguilar (3), Ennio de Oliveira (3) |
| Siegfried Lerdon (2), Eugen Geiwitz (1) Ernst Röthig (2), Otto Schröder (4)     | Germania (bandiera) | 9  | 6  | Brasile (bandiera) | Moacyr Dunham (1), Ricardo Vagnotti (1) Henrique de Aguilar (2), Ennio de Oliveira (2) |

### Quarti di finale
Si sono disputati il 7 di agosto. Quattro gruppi, le prime due squadre classificate accedevano alle semifinali.

#### Gruppo 1
Classifica
| Pos. | Nazione        | Vittorie | VI | SI | Incontri          | Incontri               | Incontri                  | Incontri |
| Pos. | Nazione        | Vittorie | VI | SI | Italia (bandiera) | Stati Uniti (bandiera) | Cecoslovacchia (bandiera) |          |
| ---- | -------------- | -------- | -- | -- | ----------------- | ---------------------- | ------------------------- | -------- |
| 1    | Italia         | 1        | 8  | 3  | X                 | ND                     | 8-3                       |          |
| 2    | Stati Uniti    | 1        | 10 | 6  | ND                | X                      | 10-6                      |          |
| 3    | Cecoslovacchia | 0        | 9  | 18 | 3-8               | 6-10                   | X                         |          |

Incontri
| Atleti (Vittorie individuali)                                                           | Nazione                | VT | VT | Nazione                   | Atleti (Vittorie individuali)                                                       |
| --------------------------------------------------------------------------------------- | ---------------------- | -- | -- | ------------------------- | ----------------------------------------------------------------------------------- |
| Frank Righeimer (2), Thomas Sands (3) Tracy Jaeckel (1), Gustave Heiss (4)              | Stati Uniti (bandiera) | 10 | 6  | Cecoslovacchia (bandiera) | Robert Bergmann (1), Alfred Klausnitzer (1) Václav Rais (2), Josef Kunt (2)         |
| Edoardo Mangiarotti (3), Giancarlo Brusati (2) Alfredo Pezzana (2), Franco Riccardi (1) | Italia (bandiera)      | 8  | 3  | Cecoslovacchia (bandiera) | František Vohryzek (1), Robert Bergmann (1) Václav Rais (1), Bohuslav Kirchmann (0) |

#### Gruppo 2
Classifica
| Pos. | Nazione     | Vittorie | VI | SI | Incontri          | Incontri            | Incontri               | Incontri          |
| Pos. | Nazione     | Vittorie | VI | SI | Svezia (bandiera) | Germania (bandiera) | Paesi Bassi (bandiera) | Egitto (bandiera) |
| ---- | ----------- | -------- | -- | -- | ----------------- | ------------------- | ---------------------- | ----------------- |
| 1    | Svezia      | 2        | 24 | 15 | X                 | 7-8                 | 9-7                    | 8-0               |
| 2    | Germania    | 2        | 25 | 19 | 8-7               | X                   | 9-4                    | 8-8+              |
| 3    | Paesi Bassi | 1        | 22 | 22 | 7-9               | 4-9                 | X                      | 11-4              |
| 4    | Egitto      | 1        | 12 | 27 | 0-8               | 8+-8                | 4-11                   | X                 |

Incontri
| Atleti (Vittorie individuali)                                                      | Nazione                | VT     | VT     | Nazione                | Atleti (Vittorie individuali)                                                      |
| ---------------------------------------------------------------------------------- | ---------------------- | ------ | ------ | ---------------------- | ---------------------------------------------------------------------------------- |
| Hans Drakenberg (2), Hans Granfelt (3) Birger Cederin (2), Gustaf Dyrssen (2)      | Svezia (bandiera)      | 9      | 7      | Paesi Bassi (bandiera) | Nicolaas van Hoorn (1), Jan Schepers (0) Willem Driebergen (4), Cornelis Weber (2) |
| Mahmoud Abdin (3), Marcel Boulad (3) Anwar Tawfik (0), Hassan Tawfik (2)           | Egitto (bandiera)      | 8 (36) | 8 (34) | Germania (bandiera)    | Siegfried Lerdon (2), Eugen Geiwitz (1) Ernst Röthig (3), Otto Schröder (2)        |
| Nicolaas van Hoorn (2), Jan Schepers (4) Willem Driebergen (3), Cornelis Weber (2) | Paesi Bassi (bandiera) | 11     | 4      | Egitto (bandiera)      | Mahmoud Abdin (1), Marcel Boulad (2) Mauris Shamil (1), Hassan Tawfik (0)          |
| Siegfried Lerdon (0), Sepp Uhlmann (4) Ernst Röthig (1), Otto Schröder (3)         | Germania (bandiera)    | 8      | 7      | Svezia (bandiera)      | Hans Drakenberg (1), Hans Granfelt (3) Birger Cederin (1), Gustaf Dyrssen (2)      |
| Sepp Uhlmann (3), Hans Esser (2) Ernst Röthig (1), Otto Schröder (3)               | Germania (bandiera)    | 9      | 4      | Paesi Bassi (bandiera) | Nicolaas van Hoorn (0), Jan Schepers (0) Willem Driebergen (2), Cornelis Weber (2) |
| Hans Drakenberg (2), Hans Granfelt (2) Sven Thofelt (2), Gustaf Dyrssen (2)        | Svezia (bandiera)      | 8      | 0      | Egitto (bandiera)      | Marcel Boulad (0), Mahmoud Abdin (0) Hassan Tawfik (0), Anwar Tawfik (0)           |

#### Gruppo 3
Classifica
| Pos. | Nazione    | Vittorie | VI | SI | Incontri              | Incontri          | Incontri             | Incontri |
| Pos. | Nazione    | Vittorie | VI | SI | Portogallo (bandiera) | Belgio (bandiera) | Argentina (bandiera) |          |
| ---- | ---------- | -------- | -- | -- | --------------------- | ----------------- | -------------------- | -------- |
| 1    | Portogallo | 1        | 9  | 5  | X                     | ND                | 9-5                  |          |
| 2    | Belgio     | 1        | 8  | 8  | ND                    | X                 | 8+-8                 |          |
| 3    | Argentina  | 0        | 13 | 17 | 5-9                   | 8-8+              | X                    |          |

Incontri
| Atleti (Vittorie individuali)                                                            | Nazione               | VT     | VT     | Nazione              | Atleti (Vittorie individuali)                                                 |
| ---------------------------------------------------------------------------------------- | --------------------- | ------ | ------ | -------------------- | ----------------------------------------------------------------------------- |
| Jean Plumier (1), Hervé de Bergendael (4) Raymond Stasse (1), Charles Debeur (2)         | Belgio (bandiera)     | 8 (35) | 8 (34) | Argentina (bandiera) | Raúl Saucedo (1), Luis Lucchetti (2) Antonio Villamil (3), Roberto Larraz (2) |
| Henrique da Silveira (3), António de Menezes (1) João Sassetti (2), Gustavo Carinhas (3) | Portogallo (bandiera) | 9      | 5      | Argentina (bandiera) | Raúl Saucedo (1), Luis Lucchetti (2) Antonio Villamil (1), Roberto Larraz (1) |

#### Gruppo 4
Classifica
| Pos. | Nazione       | Vittorie | VI | SI | Incontri           | Incontri           | Incontri          | Incontri                 |
| Pos. | Nazione       | Vittorie | VI | SI | Francia (bandiera) | Polonia (bandiera) | Canada (bandiera) | Gran Bretagna (bandiera) |
| ---- | ------------- | -------- | -- | -- | ------------------ | ------------------ | ----------------- | ------------------------ |
| 1    | Francia       | 2        | 22 | 9  | X                  | ND                 | 13-3              | 9-6                      |
| 2    | Polonia       | 2        | 16 | 11 | ND                 | X                  | 8+-8              | 8-3                      |
| 3    | Canada        | 0        | 11 | 21 | 3-13               | 8-8+               | X                 | ND                       |
| 4    | Gran Bretagna | 0        | 9  | 17 | 6-9                | 3-8                | ND                | X                        |

Incontri
| Atleti (Vittorie individuali)                                                       | Nazione            | VT     | VT     | Nazione                  | Atleti (Vittorie individuali)                                                             |
| ----------------------------------------------------------------------------------- | ------------------ | ------ | ------ | ------------------------ | ----------------------------------------------------------------------------------------- |
| Paul Wormser (2), Philippe Cattiau (3) Michel Pécheux (1), Henri Dulieux (3)        | Francia (bandiera) | 9      | 6      | Gran Bretagna (bandiera) | Charles Louis de Beaumont (1), Terry Beddard (3) Bertie Childs (1), Ian Campbell-Gray (1) |
| Rajmund Karwicki (2), Kazimierz Szempliński (2) Antoni Franz (2), Roman Kantor (2)  | Polonia (bandiera) | 8 (36) | 8 (35) | Canada (bandiera)        | Frank Donald Collinge (0), Charles Otis (3) Ernest Dalton (3), George Tully (2)           |
| Michel Pécheux (4), Philippe Cattiau (2) Bernard Schmetz (4), Georges Buchard (3)   | Francia (bandiera) | 13     | 3      | Canada (bandiera)        | Frank Donald Collinge (2), Charles Otis (0) Ernest Dalton (0), George Tully (1)           |
| Teodor Zaczyk (3), Kazimierz Szempliński (3) Rajmund Karwicki (1), Roman Kantor (1) | Polonia (bandiera) | 8      | 3      | Gran Bretagna (bandiera) | Charles Louis de Beaumont (0), Douglas Dexter (1) Terry Beddard (0), John Pelling (2)     |

### Semifinali
Si sono disputate l'8 di agosto. Due gruppi, le prime due squadre classificate accedevano alla finale.

#### Gruppo 1
Classifica
| Pos. | Nazione  | Vittorie | VI | SI | Incontri           | Incontri            | Incontri          | Incontri           |
| Pos. | Nazione  | Vittorie | VI | SI | Francia (bandiera) | Germania (bandiera) | Belgio (bandiera) | Polonia (bandiera) |
| ---- | -------- | -------- | -- | -- | ------------------ | ------------------- | ----------------- | ------------------ |
| 1    | Francia  | 3        | 33 | 12 | X                  | 12-4                | 9-4               | 12-4               |
| 2    | Germania | 2        | 20 | 21 | 4-12               | X                   | 8-7               | 8-2                |
| 3    | Belgio   | 1        | 25 | 19 | 4-9                | 7-8                 | X                 | 14-2               |
| 4    | Polonia  | 0        | 8  | 34 | 4-12               | 2-8                 | 2-14              | X                  |

Incontri
| Atleti (Vittorie individuali)                                                   | Nazione             | VT | VT | Nazione             | Atleti (Vittorie individuali)                                                       |
| ------------------------------------------------------------------------------- | ------------------- | -- | -- | ------------------- | ----------------------------------------------------------------------------------- |
| Philippe Cattiau (3), Henri Dulieux (4) Michel Pécheux (4), Bernard Schmetz (1) | Francia (bandiera)  | 12 | 4  | Germania (bandiera) | Sepp Uhlmann (1), Hans Esser (1) Ernst Röthig (1), Otto Schröder (1)                |
| Marcel Heim (3), Hervé de Bergendael (4) Robert T'Sas (4), Charles Debeur (3)   | Belgio (bandiera)   | 14 | 2  | Polonia (bandiera)  | Teodor Zaczyk (1), Kazimierz Szempliński (0) Rajmund Karwicki (1), Roman Kantor (0) |
| Sepp Uhlmann (2), Hans Esser (2) Ernst Röthig (3), Otto Schröder (1)            | Germania (bandiera) | 8  | 7  | Belgio (bandiera)   | Hervé de Bergendael (2), Raymond Stasse (0) Charles Debeur (3), Robert T'Sas (2)    |
| Paul Wormser (3), Philippe Cattiau (3) Bernard Schmetz (3), Henri Dulieux (3)   | Francia (bandiera)  | 12 | 4  | Polonia (bandiera)  | Kazimierz Szempliński (1), Antoni Franz (1) Rajmund Karwicki (1), Roman Kantor (1)  |
| Sepp Uhlmann (2), Hans Esser (0) Ernst Röthig (3), Otto Schröder (3)            | Germania (bandiera) | 8  | 2  | Polonia (bandiera)  | Teodor Zaczyk (1), Kazimierz Szempliński (1) Rajmund Karwicki (0), Roman Kantor (0) |
| Bernard Schmetz (2), Georges Buchard (3) Michel Pécheux (1), Paul Wormser (3)   | Francia (bandiera)  | 9  | 4  | Belgio (bandiera)   | Hervé de Bergendael (1), Marcel Heim (0) Robert T'Sas (2), Charles Debeur (1)       |

#### Gruppo 2
Classifica
| Pos. | Nazione     | Vittorie | VI | SI | Incontri          | Incontri          | Incontri               | Incontri              |
| Pos. | Nazione     | Vittorie | VI | SI | Italia (bandiera) | Svezia (bandiera) | Stati Uniti (bandiera) | Portogallo (bandiera) |
| ---- | ----------- | -------- | -- | -- | ----------------- | ----------------- | ---------------------- | --------------------- |
| 1    | Italia      | 2        | 20 | 6  | X                 | ND                | 12-4                   | 8-2                   |
| 2    | Svezia      | 2        | 17 | 14 | ND                | X                 | 8-7                    | 9-7                   |
| 3    | Stati Uniti | 0        | 11 | 20 | 4-12              | 7-8               | X                      | ND                    |
| 4    | Portogallo  | 0        | 9  | 17 | 2-8               | 7-9               | ND                     | X                     |

Incontri
| Atleti (Vittorie individuali)                                                            | Nazione           | VT | VT | Nazione                | Atleti (Vittorie individuali)                                                            |
| ---------------------------------------------------------------------------------------- | ----------------- | -- | -- | ---------------------- | ---------------------------------------------------------------------------------------- |
| Hans Drakenberg (2), Hans Granfelt (2) Sven Thofelt (3), Gustaf Dyrssen (2)              | Svezia (bandiera) | 9  | 7  | Portogallo (bandiera)  | Henrique da Silveira (3), Paulo Leal (1) João Sassetti (1), Gustavo Carinhas (2)         |
| Franco Riccardi (3), Edoardo Mangiarotti (3) Giancarlo Brusati (3), Cornaggia-Medici (3) | Italia (bandiera) | 12 | 4  | Stati Uniti (bandiera) | Frank Righeimer (0), Thomas Sands (3) José de Capriles (1), Gustave Heiss (0)            |
| Edoardo Mangiarotti (1), Alfredo Pezzana (3) Giancarlo Brusati (3), Saverio Ragno (1)    | Italia (bandiera) | 8  | 2  | Portogallo (bandiera)  | Henrique da Silveira (2), António de Menezes (0) João Sassetti (0), Gustavo Carinhas (0) |
| Hans Drakenberg (0), Hans Granfelt (3) Gustaf Dyrssen (3), Sven Thofelt (2)              | Svezia (bandiera) | 8  | 7  | Stati Uniti (bandiera) | Frank Righeimer (2), Thomas Sands (1) Andrew Boyd (2), Gustave Heiss (2)                 |

### Finale
Si è disputata l'8 di agosto.
Classifica
| Pos.    | Nazione  | Vittorie | VI | SI | Incontri          | Incontri          | Incontri           | Incontri            |
| Pos.    | Nazione  | Vittorie | VI | SI | Italia (bandiera) | Svezia (bandiera) | Francia (bandiera) | Germania (bandiera) |
| ------- | -------- | -------- | -- | -- | ----------------- | ----------------- | ------------------ | ------------------- |
| Oro     | Italia   | 3        | 26 | 11 | X                 | 10-5              | 9-5                | 7-1                 |
| Argento | Svezia   | 2        | 21 | 22 | 5-10              | X                 | 8+-8               | 8-4                 |
| Bronzo  | Francia  | 1        | 21 | 23 | 5-9               | 8-8+              | X                  | 8-6                 |
| 4       | Germania | 0        | 11 | 23 | 1-7               | 4-8               | 6-8                | X                   |

Incontri
| Atleti (Vittorie individuali)                                                                  | Nazione            | VT     | VT     | Nazione             | Atleti (Vittorie individuali)                                                  |
| ---------------------------------------------------------------------------------------------- | ------------------ | ------ | ------ | ------------------- | ------------------------------------------------------------------------------ |
| Bernard Schmetz (2), Michel Pécheux (2) Georges Buchard (3), Paul Wormser (1)                  | Francia (bandiera) | 8      | 6      | Germania (bandiera) | Sepp Uhlmann (2), Hans Esser (1) Ernst Röthig (2), Otto Schröder (1)           |
| Saverio Ragno (3), Edoardo Mangiarotti (3) Giancarlo Cornaggia-Medici (3), Franco Riccardi (1) | Italia (bandiera)  | 10     | 5      | Svezia (bandiera)   | Gustav Almgren (0), Hans Granfelt (2) Gustaf Dyrssen (0), Sven Thofelt (3)     |
| Hans Granfelt (2), Sven Thofelt (2) Gustav Almgren (3), Gustaf Dyrssen (1)                     | Svezia (bandiera)  | 8      | 4      | Germania (bandiera) | Sepp Uhlmann (2), Hans Esser (0) Ernst Röthig (0), Otto Schröder (2)           |
| Saverio Ragno (2), Franco Riccardi (1) Edoardo Mangiarotti (3), Cornaggia-Medici (3)           | Italia (bandiera)  | 9      | 5      | Francia (bandiera)  | Michel Pécheux (1), Bernard Schmetz (2) Georges Buchard (2), Henri Dulieux (0) |
| Saverio Ragno (2), Alfredo Pezzana (1) Cornaggia-Medici (3), Edoardo Mangiarotti (1)           | Italia (bandiera)  | 7      | 1      | Germania (bandiera) | Siegfried Lerdon (1), Sepp Uhlmann (0) Hans Esser (0), Eugen Geiwitz (0)       |
| Hans Granfelt (2), Sven Thofelt (3) Gustav Almgren (1), Gustaf Dyrssen (2)                     | Svezia (bandiera)  | 8 (32) | 8 (31) | Francia (bandiera)  | Michel Pécheux (3), Bernard Schmetz (2) Georges Buchard (3), Henri Dulieux (0) |

## Classifica Finale
| Pos.    | Nazione        | Atleti |
| ------- | -------------- | --- |
| Oro     | Italia         | Edoardo Mangiarotti, Cornaggia-Medici, Saverio Ragno, Franco Riccardi, Giancarlo Brusati, Alfredo Pezzana |
| Argento | Svezia         | Hans Granfelt, Sven Thofelt, Gustav Almgren, Gustaf Dyrssen, Hans Drakenberg, Birger Cederin              |
| Bronzo  | Francia        | Philippe Cattiau, Bernard Schmetz, Georges Buchard, Michel Pécheux, Henri Dulieux, Paul Wormser           |
| 4       | Germania       | Siegfried Lerdon, Sepp Uhlmann, Hans Esser, Eugen Geiwitz, Ernst Röthig, Otto Schröder                    |
| 5       | Belgio         | Raymond Stasse, Robert T'Sas, Charles Debeur, Hervé de Bergendael, Jean Plumier, Marcel Heim              |
| 5       | Polonia        | Alfred Staszewicz, Teodor Zaczyk, Rajmund Karwicki, Roman Kantor, Kazimierz Szempliński, Antoni Franz     |
| 7       | Portogallo     | Henrique da Silveira, Paulo Leal, António de Menezes, João Sassetti, Gustavo Carinhas                     |
| 7       | Stati Uniti    | Frank Righeimer, Thomas Sands, Tracy Jaeckel, Gustave Heiss, José de Capriles, Andrew Boyd                |
| 9       | Cecoslovacchia | Robert Bergmann, František Vohryzek, Bohuslav Kirchmann, Josef Kunt, Alfred Klausnitzer, Václav Rais      |
| 9       | Paesi Bassi    | Nicolaas van Hoorn, Jan Schepers, Willem Driebergen, Cornelis Weber                                       |
| 9       | Argentina      | Raúl Saucedo, Luis Lucchetti, Antonio Villamil, Roberto Larraz, Héctor Lucchetti                          |
| 9       | Gran Bretagna  | Charles Louis de Beaumont, Douglas Dexter, John Pelling, Ian Campbell-Gray, Terry Beddard, Bertie Childs  |
| 13      | Egitto         | Mahmoud Abdin, Marcel Boulad, Mauris Shamil, Hassan Tawfik, Anwar Tawfik                                  |
| 13      | Canada         | Frank Donald Collinge, Ernest Dalton, Charles Otis, George Tully                                          |
| 15      | Svizzera       | Jean Hauert, Édouard Fitting, Frédéric Fitting, Edmond Göldlin, Paul de Graffenried, Charles Hauert       |
| 15      | Danimarca      | Erik Hammer Sørensen, Caspar Schrøder, Aage Leidersdorff, Preben Christiansen                             |
| 15      | Cile           | Ricardo Romero, César Barros, Tomás Barraza, Julio Moreno, Tomás Goyoaga                                  |
| 15      | Austria        | Karl Hanisch, Hans Schönbaumsfeld, Roman Fischer, Hugo Weczerek, Rudolf Weber                             |
| 15      | Grecia         | Khristos Zalokostas, Konstantinos Botasis, Tryfon Triantafyllakos, Konstantinos Bembis                    |
| 15      | Ungheria       | Jenő Borovszki, Tibor Székelyhidy, Béla Bay, Pál Dunay, István Bezegh-Huszágh                             |
| 15      | Brasile        | Moacyr Dunham, Ricardo Vagnotti, Henrique de Aguilar, Ennio de Oliveira                                   |